# Vilar (Moimenta da Beira)
Vilar ist eine Gemeinde (Freguesia) im portugiesischen Kreis Moimenta da Beira. In ihr leben 316 Einwohner (Stand 19. April 2021).